# Доситејева улица (Сомбор)
| Улица Доситејева | Улица Доситејева                |
| ---------------- | ------------------------------- |
|                  |                                 |
| Почетак          | Улица Лазе Костића              |
| Крај             | Венац војводе Степе Степановића |
| Дужина           | 235 m                           |
| Ширина           | 5 до 5,5 m                      |
| Створена         |                                 |
| Названа          |                                 |
| Стари називи     | Пашин сокак                     |
|                  |                                 |
|                  |                                 |
| Поглед на улицу  |                                 |

Улица Доситејева једна је од старијих градских улица Сомбору. Протеже се правцем који повезује Улицу Лазе Костића и Венац војводе Степе Степановића. 
У њој се и данас налазе многи значајни објекти.

## Име улице
Улица је прво носила назив Пашин сокак, а од 1920. године се зове Улица Доситеја Обрадовића (1739 - 1811).

## О улици
Доситејева улица је једна од старијих улица града Сомбора. Поуздано се зна да је постојала још у време турске управе градом. За време турске управе у улици се налазила пашина резиденција.
Улица је поплочана половином седамдесету година 19. века а асфалтирна је шездесетих годинса 20. века.
Спада у ред оних улица у Сомбору које због уског простора није озелељена. Отворена је за саобраћај али у једном смеру.

## Суседне улице
- Улица Лазе Костића
- Трг Светог Тројства
- Венац војводе Степе Степновића

## Доситејевом улицом
У улици се налази неколико продавница, услужне делатности, угоститељски објекти и стмбене зграде, приземне, једноспратнице и једна вишеспртница.

### Гимназија "Вељко Петровић"
На почетку улице налази се зграда Гимнзије "Вељко Петровић", која својим другим делом припада и улици Лазе Костића.
Државна гимназија у Сомбору почела је са радом 11. новембра 1872. Настава је у почетку текла на српском и мађарском наставном језику. 
Зграда је саграђена у стилу романтизма, с основом у облику неправилног слова Е и са фасдом од жуте "свилене" цигле.
Зграда је прво била једноспратница да би други спрат здања сомборске Гимназије дозидан, средствима Дунавске бановине, у истом архитектонском стилу као и њена основа, током школске 1939/40. године.
Школа је временом обнављана, а стара спортска сала из 19. века темељно је реконструисана и проширена током 2017. године (остављена је само некадашња фасада. Сала се налази у Улици Лазе Костића.
Гимназија је свој образовни рад обављала за време трајања оба цветска рата, као и у периоду после другог светског рата. 
Најплоднији период у историји сомборске Гимназије отпочео је њеним обновљењем убрзо после ослобођења, након другог светског рата.
Реформом гимназије и средњих школа, после 106 година престао је рад и сомборске Гимназије. Реформу средњег образовања 1974. године иницирали су политички фактори у земљи. После вишегодишњег колебања у тражењу пута за равизију неуспеле реформе средњег образовања, просветни органи Србије определили су се за обновљење гимназије као школе за савремено опште образовање.
У школској 1990/91. години, обновљена је у Сомбору Гимназија "Вељко Петровић" и враћена у своје здање у Доситејевој улици број 2 у Сомбору.
Од 1969. године здање сомборске Гимназије има статус споменика културе.
На предлог Савета Гимназије од 21. октобра и одлуком Скупштине општине Сомбор од 28. децембра 1967. године, Гимназија је добила име Вељка Петровића (1884 - 1967).

## Угоститељски објекти

### Салаш у срцу града
У Улици Доситејевој налази се неколико угоститељских објеката а најпознтији је Кафе бар Салаш у срцу града на броју 15.

## Пошта
На броју 12 налази се Пошта 1 Сомбор, једна од филијала Јавног предузећа "Пошта Србије".

## Галерија
- Кафе бар "Салаш у срцу града"
- Кафе бар "Салш у срцу града"
- Поглед на улуцу са Венца војводе Степе Степновића